# (10458) Sfranke
(10458) Sfranke est un astéroïde de la ceinture principale.

## Description
(10458) Sfranke est un astéroïde de la ceinture principale. Il fut découvert le 2 septembre 1978 à La Silla par Claes-Ingvar Lagerkvist. Il présente une orbite caractérisée par un demi-grand axe de 2,35 UA, une excentricité de 0,19 et une inclinaison de 1,4° par rapport à l'écliptique.

## Compléments